# Zdzisław Marchwiński
Zdzisław Marchwiński (ur. 14 kwietnia 1946 w Łodzi, zm. 29 października 2024 w Bytomiu) – polski inżynier chemik, generalny dyrektor górniczy II stopnia. W latach 1998-2006 wiceprezydent Bytomia.

## Życiorys
W latach 80. był dyrektorem Zakładów Gumowych Górnictwa w Bytomiu-Łagiewnikach. Był współautorem 36 patentów. W 1998 r. uzyskał mandat radnego Miasta Bytomia. Startował z list Sojuszu Lewicy Demokratycznej. W tym samym roku został powołany na stanowisko wiceprezydenta Bytomia ds. gospodarki. Funkcję tę sprawował przez dwie kadencje do 2006 r.
Przez 55 lat był związany ze Stowarzyszeniem Inżynierów i Techników Górnictwa (SITG). W latach 1979–1991 i 2003–2011 był członkiem Prezydium Oddziału SITG w Bytomiu, a w latach 1999–2003 był jego wiceprezesem, po czym do 2007 r. był członkiem Zarządu Głównego SITG. Ponadto w latach 1991–1999 był przewodniczącym Komisji Rewizyjnej Oddziału SITG w Bytomiu.

## Odznaczenia
W 2004 r. został odznaczony Krzyżem Kawalerskim Orderu Odrodzenia Polski za zasługi w działalności na rzecz społeczności Miasta Bytomia. Inne odznaczenia i odznaki:
- Złoty Krzyż Zasługi
- srebrna, złota i diamentowa Honorowa Odznaka NOT
- srebrna i złota odznaka „Zasłużony dla Stowarzyszenia”
- odznaka „Zasłużony Działacz SITG”.